# Atmosonic
Atmosonic war eine 2014 gegründete vierköpfige deutsche Rockband aus Marburg.

## Geschichte
Die Band wurde im Sommer 2014 gegründet. Nach ersten Konzerten im Jahr 2015 arbeitete die Band an ihrem Debütalbum. Im Februar 2016 wurde daraufhin ihr erstes Album Autonomous beim Label Timezone Records veröffentlicht. Im Dezember 2017 erschien das zweite Album Anger Management. 2020 löste sich die Gruppe auf.
Ihr Stil wurde als Crossover aus Stoner Rock, Rap, Metal und Punkrock charakterisiert.

## Diskografie
Alben
- 2016: Autonomous (Timezone Records)
- 2017: Anger Management (Eigenproduktion)

Videos
- 2015: Sick of It[2]